# Иригойен, Адам
А́дам Ириго́йен (англ. Adam Irigoyen; 5 августа 1997, Майами, Флорида, США) — американский актёр, комик, рэпер и танцор. Номинант на премию «Молодой актёр» (2012).

## Личная жизнь
Адам Иригойен родился 5 августа 1997 года в Майами, штат Флорида. Он посещал начальную школу Christina M. Eve Elementary School. В настоящее время он живёт в Южной Калифорнии со своей матерью Энни, которая работает учителем, c его отцом Эриком, который также является педагогом, c его младшим братом Джейком и c его старшей сестрой Кимберли. Иригойен любит танцевать и заниматься спортом, особенно баскетболом. Его родители — кубинцы.

## Карьера
Адам Иригойен снимается в кино с 2009 года, до этого несколько лет снимался в рекламных роликах. Наиболее известен ролью Дьюса Мартинеса из телесериала «Танцевальная лихорадка» (2010), за которую получил номинацию на премию «Молодой актёр» (2012).
Также Адам является рэпером и танцором.

## Фильмография
| Год       |   | Русское название             | Оригинальное название    | Роль                   |
| --------- | - | ---------------------------- | ------------------------ | ---------------------- |
| 2009      | с | Волшебники из Вэйверли Плэйс | Wizards of Waverly Place | новая совесть          |
| 2011      | с | Держись, Чарли!              | Good Luck Charlie        | Дьюс Мартинес          |
| 2010—2013 | с | Танцевальная лихорадка!      | Shake It Up!             | Дьюс Мартинес/Харрисон |
| 2014      | с | Две девицы на мели           | 2 Broke Girls            | Гектор                 |
| 2015      | с | Трудности ассимиляции        | Fresh Off the Boat       | Брендан                |
| 2015—2017 | с | Последний корабль            | The Last Ship            | Рэй                    |
| 2016      | с | Кей Си. Под прикрытием       | K.C. Undercover          | Толентино              |
| 2016—2017 | с | Фостеры                      | Fosters                  | Кайл                   |